# Център за развитие на управленски умения
Центърът за развитие на управленски умения е създаден по съвместен българо-японски проект с участието на Японската агенция за международно сътрудничество (JICA) и Института за следдипломна квалификация (ИСК) при Университета за национално и световно стопанство (УНСС). Проектът се изпълнява с подкрепата на Посолството на Япония, Министерство на икономиката и енергетиката на Република България и Азиатско-Тихоокеански университет Рицумейкан (Япония). Центърът предлага практически-ориентирани курсове и програми, отговарящи на потребностите и очакванията на българските предприятия, особено на малките и средните. В дългосрочна перспектива се очаква усъвършенстването на управленските умения и лидерски качества на българските ръководители да повиши конкурентоспособността на българските предприятия на глобалния международен пазар. Благодарение на сътрудничеството между българските и японските експерти от стопанските и образователни среди са създадени програми за обучение, представящи добрите стопански практики през погледа и опита на водещи експерти и преподаватели.

## История на проекта
След период на предварителни проучвания, на 11 февруари 2004 г. е подписано споразумение между JICA и ИСК. Същинската подготовка започва през март 2004 г., когато двама дългосрочни експерти по линия на JICA са изпратени в София. Г-н Хиро Мацузаки и г-н Казуо Оитани, които са и гостуващи преподаватели в APU (Azusa Pacific University (web)), консултират и насочват усилията на екипа, който изпълнява съвместния проект по това време. Досегашният опит на двамата експерти във водещи компании от световния бизнес е използван за усъвършенстване на дейността на Центъра – предлагане на нови схеми за обучение по мениджмънт, различни от тези в конвенционалните институции. Двамата японски експерти и българските им партньори от ИСК, начело с проф. Божана Неделчева, генерален директор на ИСК, създават съвместен екип за изпълнение на тази задача. Екипът провежда срещи и разговори с голям брой български фирми като събира допълнителна информация чрез маркетингово проучване, с което да се установят нуждите в областта на обучението по мениджмънт. Резултатите са анализирани и по-късно отразени при разработването на учебния план на пилотния курс „Глобален мениджмънт и лидерство“, проведен в периода октомври 2004 – март 2005 г.

## Инициатори на проекта ЦРУУ
- Проф. Божана Неделчева
- Доц. Антоанета Василева
- Доц. Иван Стойчев
- Хиро Мацузаки – дългосрочен експерт на JICA
- Казуо Ойтани – дългосрочен експерт на JICA

Проектът „Глобален мениджмънт и лидерство“ се реализира от съвместен българо-японски екип, състоящ се от експерти с разнообразен академичен и стопански опит. След основаване на Центъра, екипът започва пилотният курс през октомври 2004. След успешното приключване, Центърът започва редовни курсове от пролетния семестър през април 2005. Съдържанието на програмата е подобрено благодарение на опита от провеждането на пилотния курс. Общо 25 души успешно завършват пролетния семестър. Третият курс започва през октомври 2005 като есенен семестър с край през февруари 2006. След започването на проекта се присъединяват още няколко души.

## Членове на проектния екип
- Проф. Бояна Неделчева
- Доц. Антоанета Василева
- Доц. Иван Стойчев
- Доц. Милкана Славова
- Хиро Мацузаки – дългосрочен експерт на JICA
- Казуо Ойтани – дългосрочен експерт на JICA
- Живко Драганов – юрист
- Веселина Петрова – администратор
- Цветомира Иванова – администратор

## Цели на проекта ЦРУУ
- Развитие на глобално мислене и способност за анализиране на сложните процеси в българската икономика в контекста на непрестанно и променящата се бизнес среда.
- Усвояване на нови знания, умения и методи за модерно, креативно и иновативно управление чрез изграждане на екип.
- Опознаване на културните сходства и различия в бизнеса и интеграция на културните ценности в стила на бизнес лидерите.
- Възпитаване на съзнание за фирмена социална отговорност, характерно за лидерите с цялостен подход.